# Campeonato Panamericano Junior de Hockey Sobre Césped Masculino de 2000
El Panamericano Junior de Hockey Sobre Césped Masculino de 2000 fue la séptima edición del torneo continental para menores de 21 años. Se realizó entre el 11 y el 21 de octubre de 2000 en Santiago, Chile.
Argentina, Chile y Canadá lograron las tres plazas en juego y clasificaron al Mundial Junior.
Argentina logró su séptimo panamericano al derrotar a Chile por 1-0 en la final. Canadá le ganó en el partido por el tercer puesto a Estados Unidos por 4-1.

## Primera fase

### Grupo A
| Equipo         | J | G | E | P | GF | GC | DG  | Pts |
| -------------- | - | - | - | - | -- | -- | --- | --- |
| Argentina      | 4 | 4 | 0 | 0 | 43 | 0  | +43 | 12  |
| Estados Unidos | 4 | 3 | 0 | 1 | 18 | 7  | +11 | 9   |
| Barbados       | 4 | 2 | 0 | 2 | 9  | 14 | -5  | 6   |
| México         | 4 | 1 | 0 | 3 | 5  | 14 | -9  | 3   |
| Paraguay       | 4 | 0 | 0 | 4 | 0  | 40 | -40 | 0   |

| 11 de octubre de 2000 | México | 4:0 | Paraguay |  |  |

| 12 de octubre de 2000 | México | 1:2 | Barbados |  |  |

| 12 de octubre de 2000 | Estados Unidos | 0:6 | Argentina |  |  |

| 13 de octubre de 2000 | Argentina | 7:0 | Barbados |  |  |

| 13 de octubre de 2000 | Paraguay | 0:11 | Estados Unidos |  |  |

| 15 de octubre de 2000 | Estados Unidos | 1:0 | México |  |  |

| 15 de octubre de 2000 | Paraguay | 0:19 | Argentina |  |  |

| 16 de octubre de 2000 | Barbados | 6:0 | Paraguay |  |  |

| 16 de octubre de 2000 | Argentina | 11:0 | México |  |  |

| 17 de octubre de 2000 | Barbados | 1:6 | Estados Unidos |  |  |

### Grupo B
| Equipo            | J | G | E | P | GF | GC | DG  | Pts |
| ----------------- | - | - | - | - | -- | -- | --- | --- |
| Chile             | 4 | 3 | 1 | 0 | 34 | 4  | +30 | 10  |
| Canadá            | 4 | 3 | 1 | 0 | 23 | 3  | +20 | 10  |
| Trinidad y Tobago | 4 | 2 | 0 | 2 | 8  | 11 | -3  | 6   |
| Venezuela         | 4 | 1 | 0 | 3 | 3  | 23 | -20 | 3   |
| Puerto Rico       | 4 | 0 | 0 | 4 | 1  | 28 | -27 | 0   |

| 11 de octubre de 2000 | Puerto Rico | 0:5 | Canadá |  |  |

| 11 de octubre de 2000 | Chile | 11:1 | Venezuela |  |  |

| 12 de octubre de 2000 | Venezuela | 1:10 | Canadá |  |  |

| 12 de octubre de 2000 | Puerto Rico | 0:6 | T. y Tobago |  |  |

| 14 de octubre de 2000 | Puerto Rico | 0:1 | Venezuela |  |  |

| 14 de octubre de 2000 | T. y Tobago | 0:5 | Chile |  |  |

| 15 de octubre de 2000 | Canadá | 6:0 | T. y Tobago |  |  |

| 16 de octubre de 2000 | Chile | 16:1 | Puerto Rico |  |  |

| 17 de octubre de 2000 | Venezuela | 0:2 | T. y Tobago |  |  |

| 17 de octubre de 2000 | Chile | 2:2 | Canadá |  |  |

## Segunda fase

### Noveno puesto
| 20 de octubre de 2000 | Paraguay | 1:0 | Puerto Rico |  |  |

### Quinto al octavo puesto
| 19 de octubre de 2000 | Barbados | 5:0 | Venezuela |  |  |

| 19 de octubre de 2000 | México | 3:2 | T. y Tobago |  |  |

### Séptimo puesto
| 20 de octubre de 2000 | Venezuela | 1:5 | T. y Tobago |  |  |

### Quinto puesto
| 20 de octubre de 2000 | Barbados | 2:1 | México |  |  |

### Semifinales
| 19 de octubre de 2000 | Argentina | 6:1 | Canadá |  |  |

| 19 de octubre de 2000 | Estados Unidos | 1:2 | Chile |  |  |

### Tercer puesto
| 21 de octubre de 2000 | Canadá | 4:1 | Estados Unidos |  |  |

### Final
| 21 de octubre de 2000 | Argentina | 1:0 | Chile |  |  |

| Bandera de Argentina |
| Campeón Argentina    |

## Posiciones
| Posición | Equipo            |
| -------- | ----------------- |
| 1        | Argentina         |
| 2        | Chile             |
| 3        | Canadá            |
| 4        | Estados Unidos    |
| 5        | Barbados          |
| 6        | México            |
| 7        | Trinidad y Tobago |
| 8        | Venezuela         |
| 9        | Paraguay          |
| 10       | Puerto Rico       |